# Osówka (dopływ Osy)
Osówka, Oska – struga, na Pojezierzu Iławskim w gminach Iława i Susz.
Osówka jest rzeką III rzędu, prawobrzeżnym dopływem Osy, o długości 14,7 km i powierzchni zlewni 35,5 km². Średni przepływ przy ujściu wynosi 0,18 m³/s.
Wypływa w okolicach wsi Falknowo i płynie na południe przez Redaki, Babięty Małe, Babięty Wielkie i na południe od wsi Gałdowo uchodzi do Osy. Zlewnia posiada rzeźbę w przewadze falistą. W strukturze użytkowania gruntu przeważają grunty rolnicze (60%). Znaczną część zajmują tereny podmokłe wykorzystywane jako łąki. 20% zlewni zajmują lasy mieszane z dominacją drzew liściastych. Obszar zlewni pokrywają gliny i piaski akumulacji wodnolodowcowej, na której wykształciły się gleby brunatne wyługowane.
Przeprowadzone w 2003 roku badania stanu czystości wód wykazały III klasę czystości.